# 中国人民武装警察部队旗
中国人民武装警察部队旗，简称武警部队旗，是中华人民共和国国家武装力量之一中国人民武装警察部队的部队旗。2017年12月，中央军委颁布命令《授予中国人民武装警察部队旗》；2018年1月10日，习近平向武警部队授旗。

## 设计
武警部队旗上半部（旗面5/8）保持八一军旗样式，寓意武警部队诞生于人民军队的摇篮，传承着红色基因，表示武警部队是中国共产党领导的人民武装力量的组成部分。下半部（旗面3/8）镶嵌三个深橄榄绿条（與武警部隊制服同色），代表武警部队担负维护国家政治安全和社会稳定、海上维权执法、防卫作战三类主要任务及力量构成。2018年1月10日，中共中央总书记兼中央军委主席习近平在八一大楼向武警部队授旗，这是武警部队军旗的首次亮相。